# CDex
CDex – program komputerowy służący do kopiowania zawartości płyt CD-Audio na dysk twardy komputera przeznaczony dla systemu Microsoft Windows. Obsługuje format MP3 przez encoder LAME oraz Ogg, WAV, AAC, WMA i FLAC. Posiada opcje normalizacji oraz dostęp do internetowej bazy danych. Począwszy od wersji 1.79 kod źródłowy programu nie jest dostępny publicznie i wraz z programem jest instalowany moduł adware OpenCandy.